# Transylvanske slette
Den Transsylvanske slette (rumænsk: Câmpia Transilvaniei; ungarsk: Mezőség) er et etnogeografisk område i Transsylvanien, Rumænien, der ligger mellem floderne  Someșul Mare og Someșul Mic mod nord og vest og Mureș-floden mod syd og øst. Det er befolket af både rumænere og ungarere.
Den transsylvanske slette kan opdeles i to dele: en kuperet i nordøst og en fladere i syd og vest.
Vigtige landsbyer på den transsylvanske slette omfatter Sic (på ungarsk, Szék ; en tidligere saltmineby), Mociu ( Mócs ), Jucu (Zsuk), Band (Mezőbánd), Suatu (Magyarszovát) og Unguraș (Bálványosváralja).

## Billeder
- reformerte kirke i Beclean
- Bonțida Bánffy Slot
- Ceuașu de Câmpie reformerte kirke og klokketårn
- Răscruci Banffy slot
- Câmpenița reformerte kirke
- Kornis Slot i Mănăstirea
- Voivodeni slot

46°54′N 24°09′Ø / 46.900°N 24.150°Ø